# Dietmar Brehm

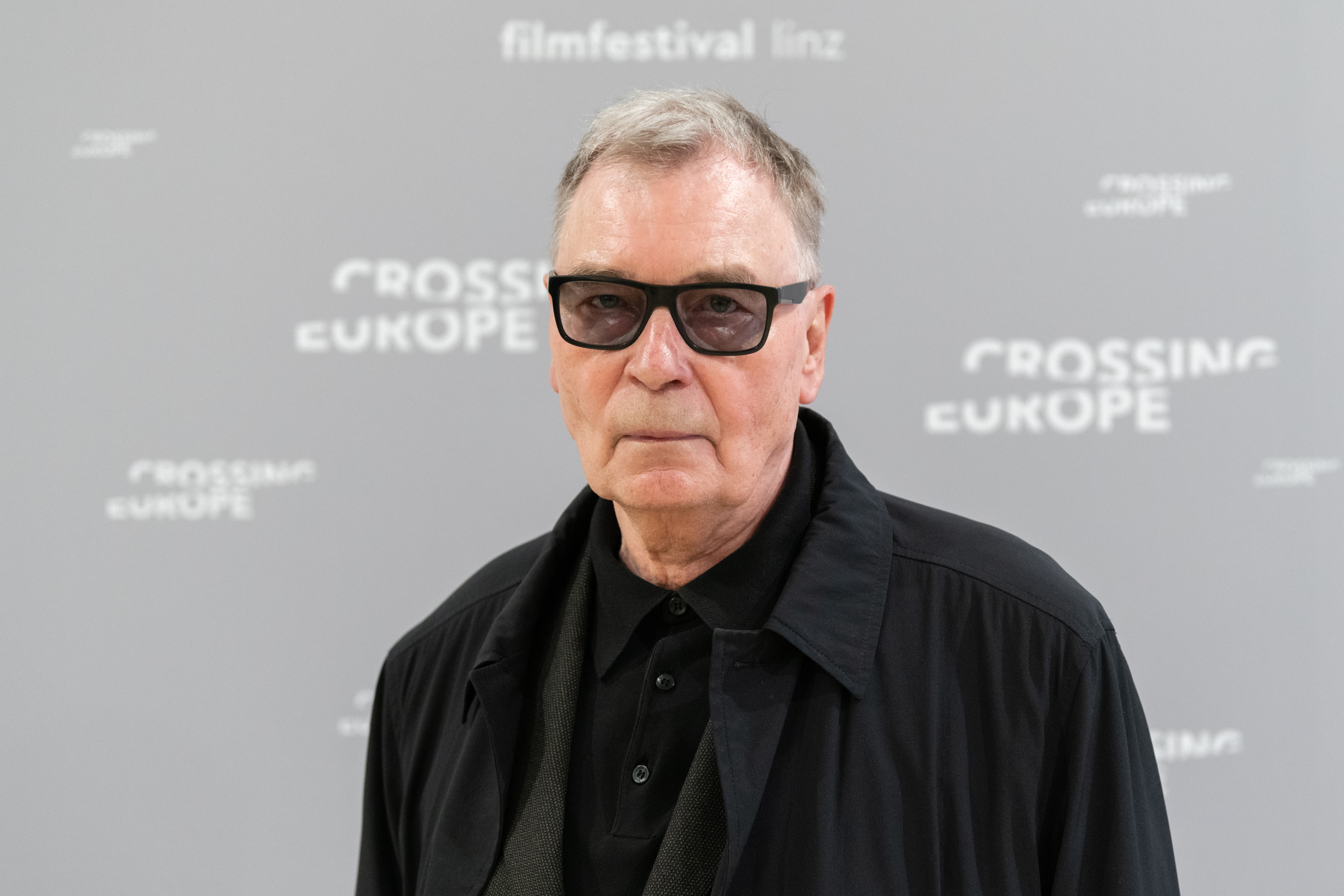
Dietmar Brehm (2022)

Dietmar Brehm (* 11. März 1947 in Linz) ist ein österreichischer Maler, Filmemacher und Hochschullehrer an der Kunstuniversität Linz.

## Leben
Brehm begann 1962 mit zeichnerischen Arbeiten, 1968 kamen druckgrafische Arbeiten, Radierung, Lithografie, Siebdruck und Tintenstrahldrucke hinzu. Von 1967 bis 1972 studierte Brehm an der Universität für künstlerische und industrielle Gestaltung Linz Malerei. Später unterrichtete er als Professor an der Kunstuniversität Linz in der Abteilung Malerei und Grafik. Mit der Filmarbeit begann Brehm im Jahre 1974. Bis 1989 entstanden 74 Super-8 Filme, von 1990 bis 2009 83 16-mm-Filme. Weiters entstanden seit 2006 über 25 Videoarbeiten. Die Filme von Dietmar Brehm wurden seit 1977 über 990 mal in ganz Europa gezeigt. Zu sehen waren sie bereits in den Fernsehsendungen von ORF, 3sat, dem Kunstkanaal Amsterdam, Arte und weiteren europäischen Fernsehsendern. Mehrere seiner Bilder sind heute in den Museen und öffentlichen Bauten der Städte Linz, Graz, St. Pölten und Wien zu sehen. Der Künstler zählt zur Künstlervereinigung MAERZ.

## Auszeichnungen
Als Maler und Filmemacher erhielt Dietmar Brehm mehrere Preise in Europa und den USA, darunter den Talentförderpreis des Landes Oberösterreich im Jahre 1974, den Adolf-Schärf-Fonds-Z-Preis aus Wien 1988, den Oberösterreichischen Landeskulturpreis für experimentellen Film im Jahre 1990, den Österreichischen Würdigungspreis für Filmkunst (1992), den Award for best Surrealism – Humboldt International Film/Video Festival in Arcata in den USA im Jahre 1996, sowie den Paul Pierre Standifer Award for Cinematography – Cinematexas International Short Film Festival in Austin in den USA im Jahre 2003. Für sein Lebenswerk wurde Brehm 2020 mit dem großen Kulturpreis des Landes Oberösterreich, dem Alfred-Kubin-Preis, ausgezeichnet.

## Werke
Von Dietmar Brehm sind drei DVDs erschienen, welche alle in Wien produziert wurden.

### Film/Video
Neben zahlreichen Vorführungen, Festivalbeteiligungen, TV-Präsentationen und Retrospektiven im In- und Ausland gab es seit 1984 zahlreiche Werkpräsentationen und TV-Porträts.
DVD Editionen
- Dietmar Brehm. Black Garden.[2] The Murder Mystery / Blicklust / Party / Macumba / Korridor / Organics und BonustracK: Interview mit Dietmar Brehm 120 Minuten, Index-DVD-Edition / Sixpackfilm[3] #016, Wien, 2006
- Recycling Film History[4] Found-Footage-Filme von Sabine Hiebler, Gerhard Ertl, Gustav Deutsch, Lisl Ponger, Siegfried A. Fruhauf, Mara Mattuschka, Thomas Draschan, Stella Friedrichs, Dietmar Brehm, Peter Tscherkassky, Martin Arnold. 123 Minuten. Der Österreichische Film #11, Edition Der Standard, Wien, 2006
- Dietmar Brehm. Perfekt.[5] 9 Experimentalfilme 1976–2008. 92 Minuten, Der Österreichische Film #110, Edition Der Standard, Wien, 2008

## Ausstellungen
Der Maler und Filmemacher Dietmar Brehm hat mehrere Einzelausstellungen vorzuweisen. Darunter in Linz, Wien, Graz, Steyr und Pasching.
Auswahl
- 1988/1991/1994/1999 Galerie Ariadne, Wien[6]
- 2008 Kunst Net Österreich[7] Galerie in der Schmiede
- 2009 Icon Galerie[8]
- 2009 Museum Nordico Linz[9]
- 2009 – „Linz Blick – Stadtbilder in der Kunst 1909-2009“, Lentos Kunstmuseum Linz[10]